# Доно-Манга
Доно-Манга (фр. Donomanga) — небольшой город и супрефектура в Чаде, расположенный на территории региона Танджиле. Входит в состав департамента Восточное Танджиле.

## География
Город находится в юго-западной части Чада, к востоку от реки Логон, на расстоянии приблизительно 370 километров к юго-востоку от столицы страны Нджамены. Абсолютная высота — 375 метров над уровнем моря.

## Климат
Климат города характеризуется как тропический, с сухой зимой и дождливым летом (Aw в классификации климатов Кёппена). Среднегодовая температура воздуха составляет 27,7 °C. Средняя температура самого холодного месяца (января) составляет 25,6 °С, самого жаркого месяца (апреля) — 31,5 °С. Расчётная многолетняя норма осадков — 985 мм. В течение года количество осадков распределено неравномерно, основная их масса выпадает в период с апреля по октябрь. Наибольшее количество осадков выпадает в августе (265 мм).

## Население
По данным официальной переписи 2009 года численность населения Доно-Манги составляла 62 446 человек (29 500 мужчин и 32 946 женщин). Население супрефектуры по возрастному диапазону распределилось следующим образом: 52,6 % — жители младше 15 лет, 43,5 % — между 15 и 59 годами и 3,9 % — в возрасте 60 лет и старше.

## Транспорт
Ближайший аэропорт расположен в городе Гунди.